# Opal Hill
Opal Hill, född 2 juni 1892 i Newport, Nebraska, död 23 juni 1981 i Kansas City, Missouri, var en amerikansk golfspelare uppvuxen i Kansas City i Missouri.
På grund av komplikationer vid födseln drabbades Hill av en infektion i njurarna som läkarna bedömde som livshotande om hon inte började med fysiska aktiviteter. Hon började att spela golf och hon blev framgångsrik både som amatör och som proffs. Hon vann Kansas City Championship nio gånger, Miami Biltmore Doherty Cup tre gånger och Nassau Invitational två gånger. Hon deltog i det amerikanska Curtis Cup-laget 1932, 1934 och 1936.
Hill blev professionell 1938 och hon var då en av det fåtal kvinnor som var professionella på den tiden. Innan dess hade hon vunnit majortävlingen Womens Western Open två gånger, 1935 och 1936.
Hon var en av de tretton grundarna av Ladies Professional Golf Association 1950.

## Meriter

### Majorsegrar
- 1935 Womens Western Open
- 1936 Womens Western Open

### Övriga segrar
- 1928 Trans-Mississippi
- 1929 Trans-Mississippi, Western Amateur
- 1931 Trans-Mississippi, Western Amateur
- 1932 Western Amateur